# Anatolij Onoprijenko
Anatolij Onoprijenko (ukr. Анатолій Онопрієнко, ur. 25 lipca 1959 we wsi Łasky w rejonie narodyckim, zm. 27 sierpnia 2013 w Żytomierzu) – ukraiński seryjny i masowy morderca, zwany Bestią z Żytomierza, Terminatorem, Ukraińskim zwierzęciem oraz Obywatelem O.. Został skazany za popełnienie 52 morderstw, w latach 1989–1996.
Onoprijenko zabijał swoje ofiary za pomocą broni palnej. Wybierał samotne domy, wchodził do środka i zabijał wszystkich, łącznie z dziećmi, po czym dom ów podpalał.
W marcu 1999 roku sąd skazał Onoprijenkę na karę śmierci przez rozstrzelanie. W związku z tym, że na Ukrainie ogłoszono później moratorium na wykonywanie kary śmierci, morderca odsiadywał wyrok dożywotniego pozbawienia wolności.
Zmarł 27 sierpnia 2013 roku na zawał serca.

## Ofiary Onoprijenki
| L.p.  | Ofiary       | Data morderstwa  |
| ----- | ------------ | ---------------- |
| 1–2   | Dwie osoby   | 14 czerwca 1989  |
| 3–4   | Dwie osoby   | 16 lipca 1989    |
| 5–9   | Pięć osób    | 16 sierpnia 1989 |
| 10–13 | Cztery osoby | 12 grudnia 1995  |
| 14–19 | Sześć osób   | 31 grudnia 1995  |
| 20–23 | Cztery osoby | 5 stycznia 1996  |
| 24–27 | Cztery osoby | 6 stycznia 1996  |
| 28–34 | Siedem osób  | 17 stycznia 1996 |
| 35–38 | Cztery osoby | 30 stycznia 1996 |
| 39–42 | Cztery osoby | 19 lutego 1996   |
| 43–47 | Pięć osób    | 27 lutego 1996   |
| 48–52 | Pięć osób    | 22 marca 1996    |